# Калашник Микола Володимирович
Микола Володимирович Калашник (нар. 22 травня 1990, місто Київ, УРСР) — український державний діяч. Голова Київської обласної державної адміністрації з 24 березня 2025 року.

## Життєпис
Народився 22 травня 1990 року у Києві.

## Освіта
Закінчив з відзнакою Київський національний торговельно-економічний університет, здобув кваліфікацію магістра з менеджменту зовнішньоекономічної діяльності (2013).
Отримав науковий ступінь кандидата економічних наук (2015), доцент кафедри маркетингу, економіки, управління та адміністрування Національної академії управління (2022).
Закінчив з відзнакою Національну академію державного управління при Президентові України за спеціальністю «Регіональне управління», здобув кваліфікацію магістра державного управління (2018).

## Кар'єра
Першим місцем роботи Миколи Калашника було ТОВ «ВЕНТ-СЕРВІС», де він у 2011—2012 роках працював митним брокером.
У 2012—2013 роках — економіст‚ економіст з договірних та претензійних робіт‚ заступник начальника відділу комунального підприємства «Дирекція з управління та обслуговування нежитлового фонду Дарницького району м. Києва».
З 2013 до 2024 року працював у Дарницькій районній в місті Києві державній адміністрації: в 2013—2017 роках — головний спеціаліст відділу з питань майна комунальної власності; головний спеціаліст, начальник відділу з питань майна комунальної власності та приватизації державного житлового фонду; в 2017—2020 роках — керівник апарату, з 2020 року — перший заступник голови, в 2022—2024 роках — тимчасовий виконувач обов'язків голови.
З 13 грудня 2024 до 24 березня 2025 року — перший заступник голови Київської обласної державної адміністрації.
З 1 січня до 24 березня 2025 року — тимчасовий виконувач обов'язків голови Київської обласної державної адміністрації.
З 24 березня 2025 року — голова Київської обласної державної адміністрації.

## Проєкти та ініціативи
На посаді Голови Київської ОДА пріоритетними питаннями є відбудова регіону, підтримка ветеранів та військових, економічний розвиток та залучення інвестицій в область.
На початок липня 2025 року Київщина — на 3-му місці в Україні за обсягом прямих іноземних інвестицій — понад 2,7 млрд дол. США.  
З лютого 2025 року за ініціативи Миколи Калашника на Київщині реалізується проєкт «Чисте небо» використання дронів-перехоплювачів для знищення ворожих БпЛА. В проєкті працюють 12 екіпажів, створено навчальний центр підготовки пілотів. Станом на початок липня 2025 року завдяки цій програмі вже знищено понад 700 ворожих дронів. 

## Родина
Одружений, виховує доньку.

## Нагороди
- Диплом переможця щорічного Всеукраїнського конкурсу «Кращий державний службовець» (2016);
- Почесна грамота Кабінету Міністрів України (2020);
- Грамота Верховної Ради України (2021);
- відзнаки Міністерства оборони України: медаль «За сприяння Збройним Силам України» (2022), медаль «За зміцнення обороноздатності» (2022), почесний нагрудний знак Головнокомандувача Збройних Сил України, почесний нагрудний знак «За сприяння війську» (2022);
- Відзнака Президента України «За оборону України» (2022).